# Oberdorf im Burgenland
Oberdorf im Burgenland (maghiară Őrállás) este o comună situată în partea de SE a Austriei.